# Церковь Святого Роха (Париж)
Церковь Святого Роха (Сен-Рок; фр. Église Saint-Roch) — римско-католическая церковь в Париже, посвящённая святому Роху (Рокко), защитнику от чумы. Построена между 1653 и 1740 годами . Расположена по адресу 284 Rue Saint-Honoré, в I-м округе Парижа. Ближайшая станция метро — Пирамид.

## История
В 1521 году торговец Жан Диношо построил капеллу на окраине Парижа, которую он посвятил святой Сюзанне (Сусанне Римской). В 1577 году его племянник Этьен Диношо достроил капеллу и превратил её в большую церковь. В 1629 году она стала приходской церковью, после чего строительные работы были продолжены. Первый камень новой церкви во имя святого Роха был заложен в 1653 году Людовиком XIV в сопровождении его матери Анны Австрийской. Строительство здания, спроектированного Жаком Лемерсье, было приостановлено в 1660 году и возобновилось в 1701 году под руководством архитектора Жака Ардуэн-Мансара, брата более известного Жюля Ардуэн-Мансара. Строительство было окончательно завершено в 1754 году.
Во времена Французской революции улицы вокруг церкви святого Роха часто оказывались в центре событий и становились местами уличных сражений, которые оставили свой след на фасаде. Одним из таких эпизодов был Вандемьерский мятеж, оказавшийся ключевой точкой в карьере Наполеона Бонапарта. В 1795 году у стен церкви произошли столкновения членов революционных групп якобинцев с роялистами (сторонниками короля). В годы революции церковь была разграблена, многие произведения искусства были украдены или уничтожены восставшими горожанами.
В XIX веке архитектурный облик храма был восстановлен. Обрели прежнее великолепие интерьеры церкви. 7 декабря 1914 года зданию был присвоен статус исторического памятника.

## Архитектура и произведения искусства в интерьере
Церковь Сен-Рок представляет собой необычную постройку: трёхнефную базилику сильно вытянутого плана с трансептом, не выходящим за общую ширину нефов. Церковь ориентирована также необычно, по оси север-юг (из-за условий участка между древних крепостных стен). Средокрестие перекрыто куполом. Длина церкви составляет 126 метров. Это один из крупнейших храмов Парижа.
Фасад церкви, созданный по проекту Жака Лемерсье, является характерным примером «классицизирующего барокко», или стиля Людовика XIII. Композиция фасада, согласно постановлениям Тридентского собора, следует образцам, разработанным римскими архитекторами-иезуитами, в частности классическим примерам фасадов церквей ордена иезуитов Иль Джезу и Сант-Иньяцио в Риме. Симметричный двухъярусный фасад увенчан треугольным фронтоном в центре и волютами по сторонам. Типичны для стиля римского барокко раскрепованный антаблемент, разорванный фронтон, сдвоенные колонны выступающей вперёд центральной части фасада здания. Фасад достроил к 1730 году Робер де Кот. На постаментах фасада помещены статуи святых Амвросия, Августина, Иеронима, Григория, Женевьевы, Роха (работы Эжена-Антуана Эзлена).
В 1653—1654 годах Лемерсье построил хор и трансепт, остальная часть интерьера была завершена позднее по его плану. Вместо обычной апсиды архитектор Ж. Ардуэн-Мансар создал (с 1701 года) круглую в плане Капеллу Девы (Chapelle de la Vierge) с деамбулаторием, завершённую Пьером Булле в 1705—1710 годах (восстановлена после разрушений в XIX веке).
В алтаре Капеллы Девы установили статую Мадонны работы скульптора Э. М. Фальконе, а также группу Благовещения (уничтожены во время революции). Позднее вместо утраченных произведений в алтаре поставили новую мраморную скульптурную группу: «Рождество Христа», перенесённую в 1805 году из церкви Валь-де-Грас, так называемое «Рождество Валь-де-Грас» (Nativité du Val-de-Grâce), произведение скульптора М. Ангье (1665). В верхней части алтарной композиции сохранилась «Божественная Слава», произведение Фальконе: треугольник Всевидящего ока, облака, сияющие лучи, усеянные головами херувимов, осеняют Святое Семейство. Внизу, по обе стороны алтаря: статуи Святого Иеронима работы Л.-С. Адама (1752) и Святой Варвары (ок. 1700 г.) неизвестного скульптора. Купол капеллы в 1756 году расписал Ж.-Б.-М. Пьер сценой «Вознесение Мадонны» (Assomption de la Vierge).
Вдоль боковых нефов расположены ряды капелл, содержащих выдающиеся произведения искусства французских художников, скульпторов и живописцев: А. Куазево, Г. Кусту, К. Виньона, Ж.-Б. Лемуана, Э. Лесюэра. Одна из них посвящена святой Сусанне в память о церкви, которая раньше стояла на этом месте.
В 1754 году к северной апсиде по проекту Этьен-Луи Булле пристроили наружную Капеллу Голгофы (la chapelle dédiée au Calvaire). Ранее на этом месте было кладбище (в 1850 году Капелла Голгофы преобразована в Капеллу Катехизиса). Фальконе создал для алтаря капеллы Голгофы имитацию скалы с Распятием Христа (скульптура не сохранилась, заменена произведением М. Ангье).

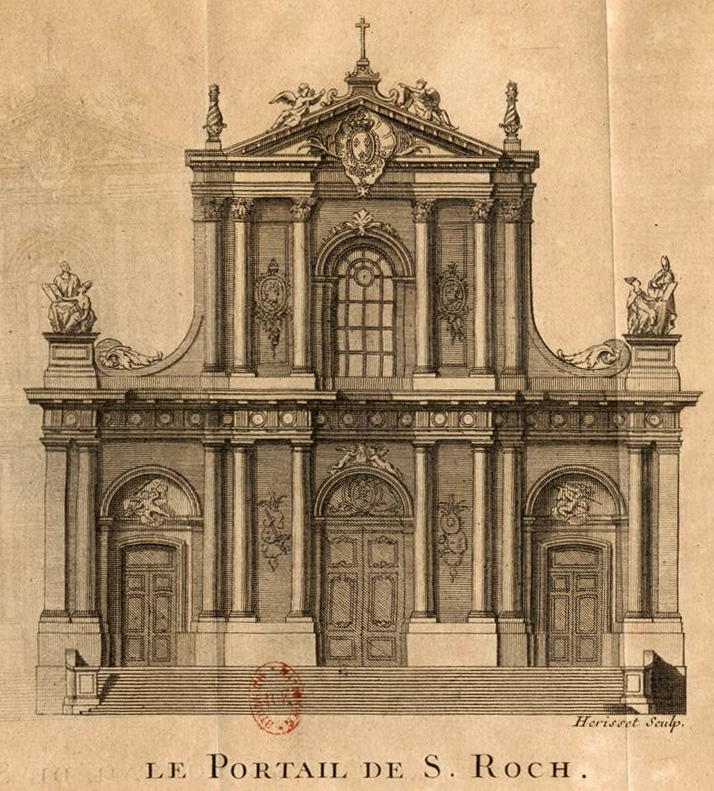
Главный фасад церкви. 1742. Офорт. Национальная библиотека Франции, Париж
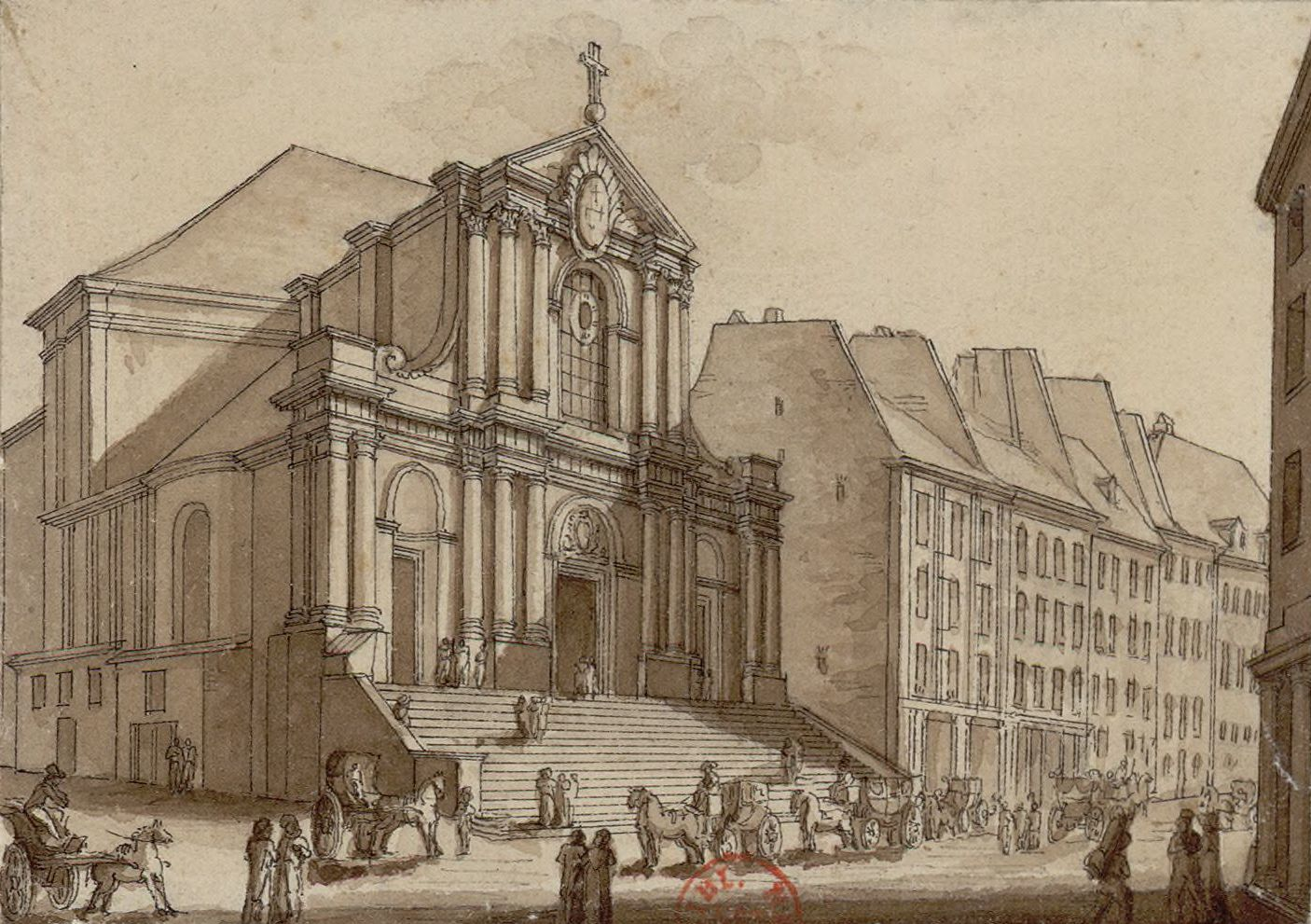
К. Киветон. Церковь в начале 1800-х годов. Бумага, тушь, кисть, перо. Национальная библиотека Франции, Париж
Ш. Монне. День 13 Вандемьера, 4-й год революции, церковь Сен-Рош, улица Сент-Оноре, Париж. Офорт
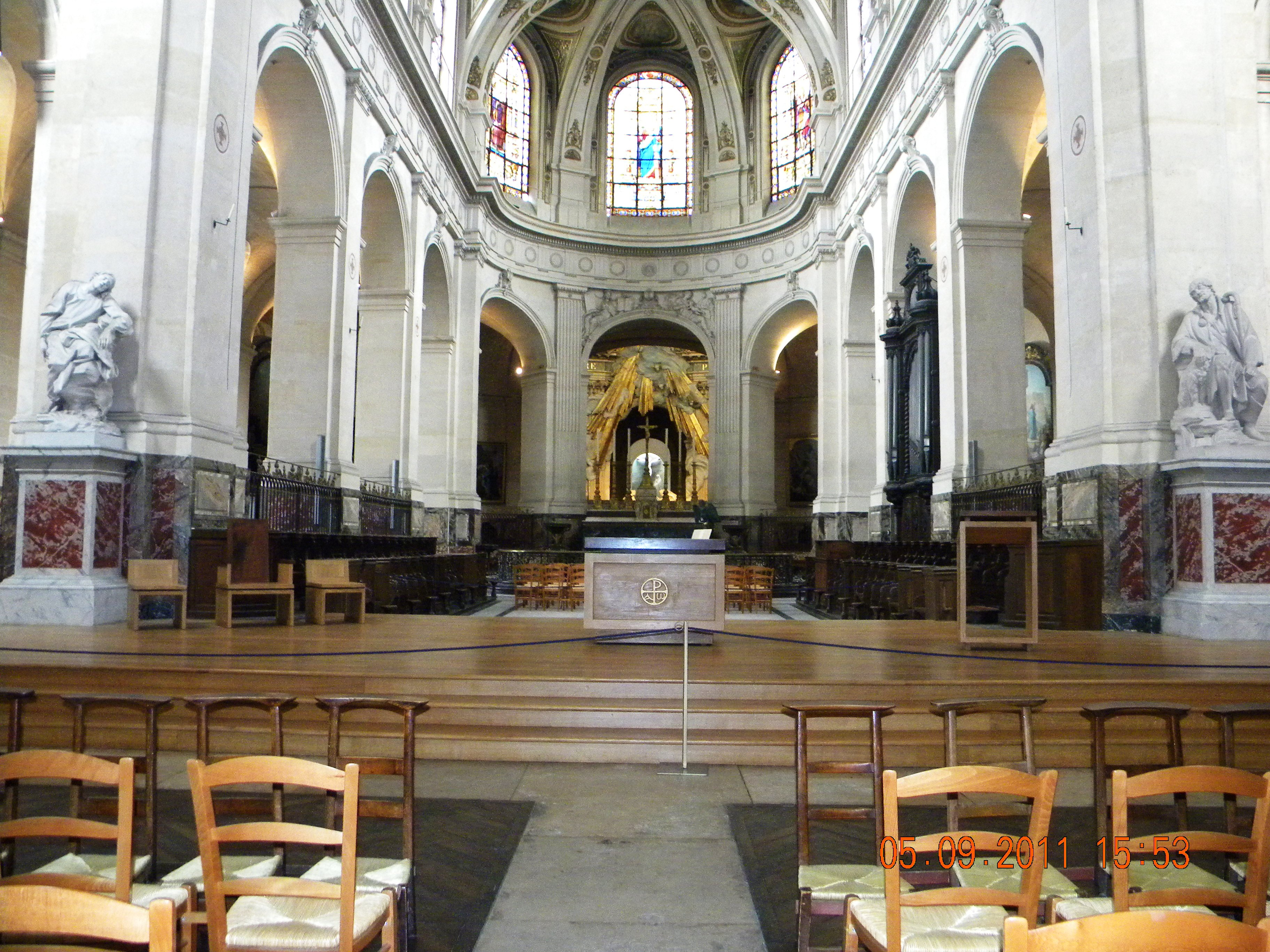
Интерьер. Вид на алтарь
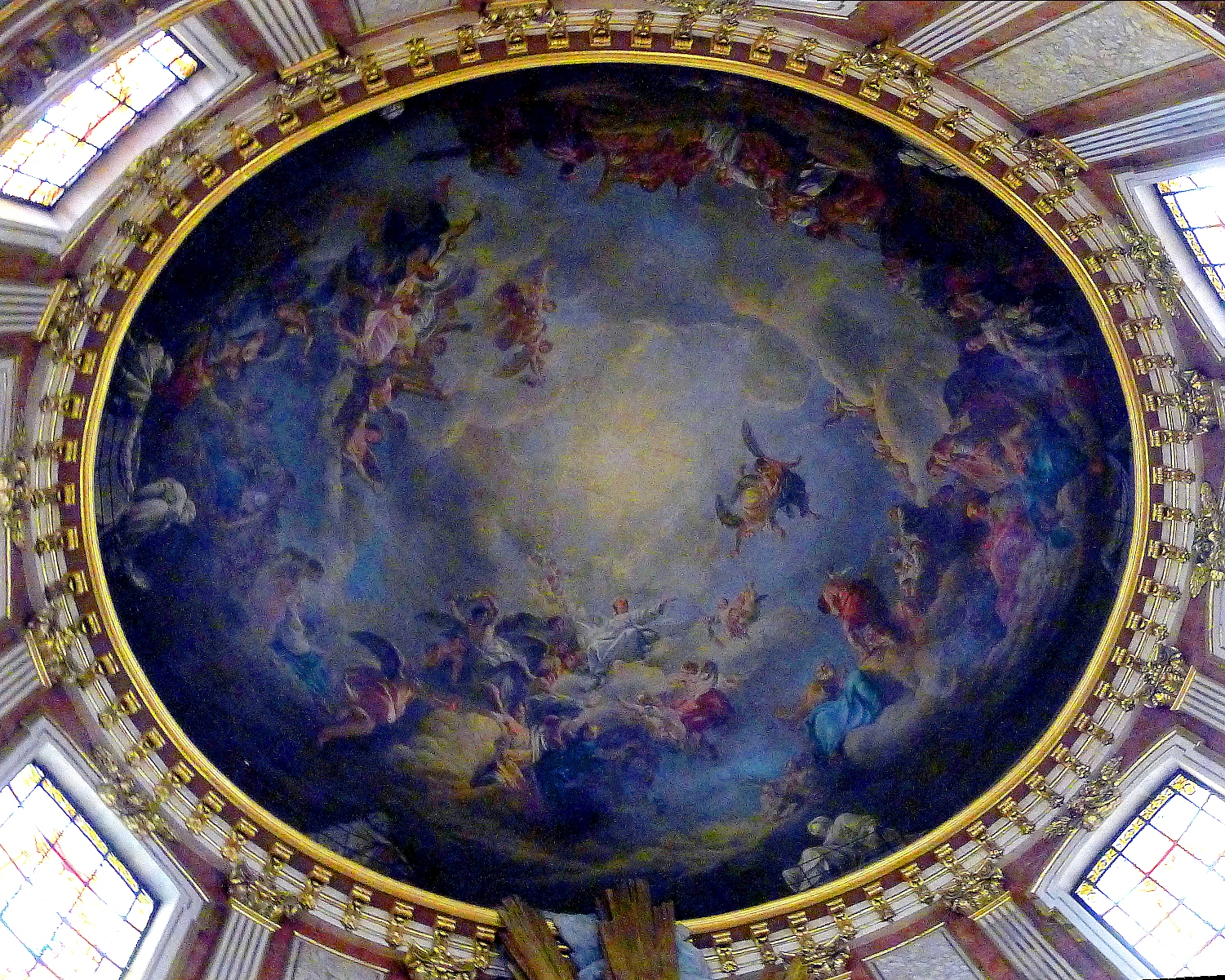
Роспись купола
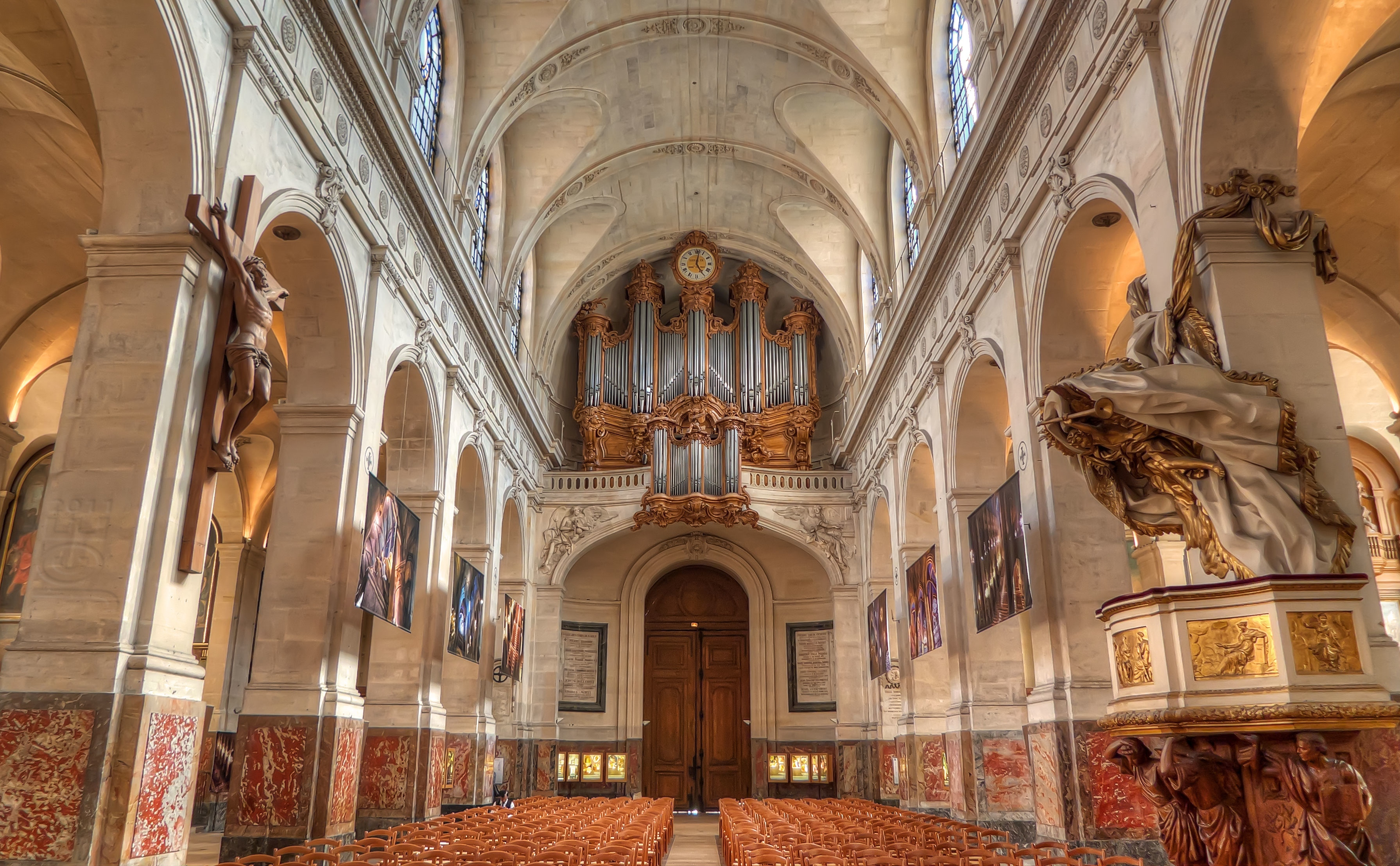
Интерьер. Контрфасад
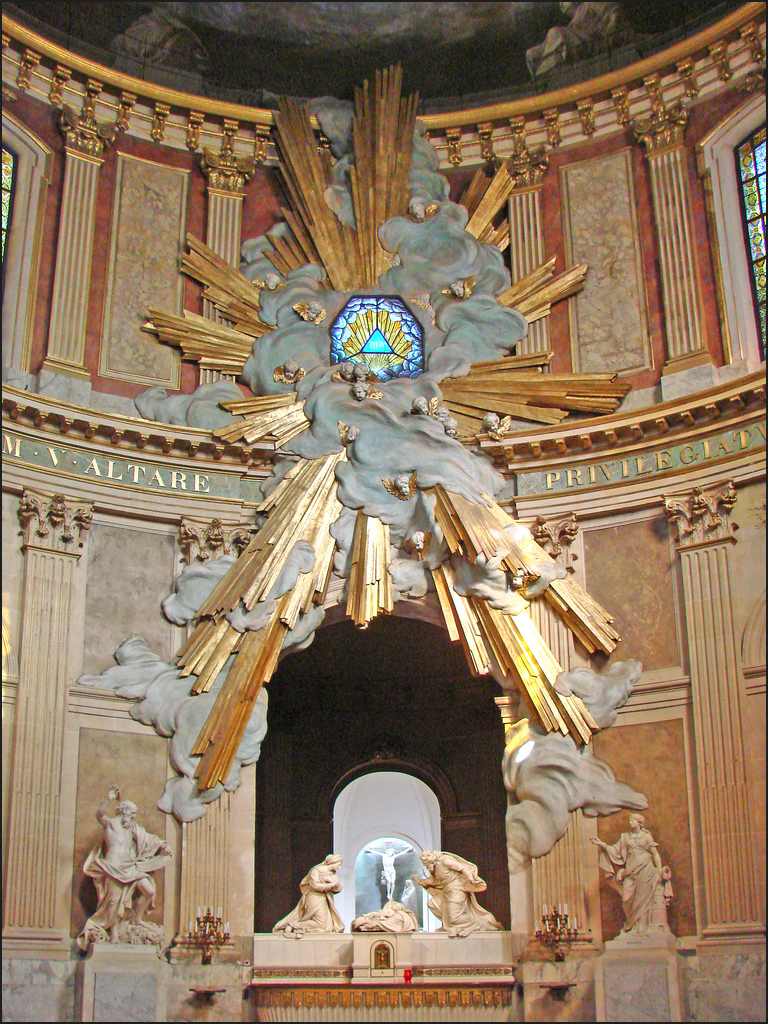
Капелла Девы Марии. Алтарь
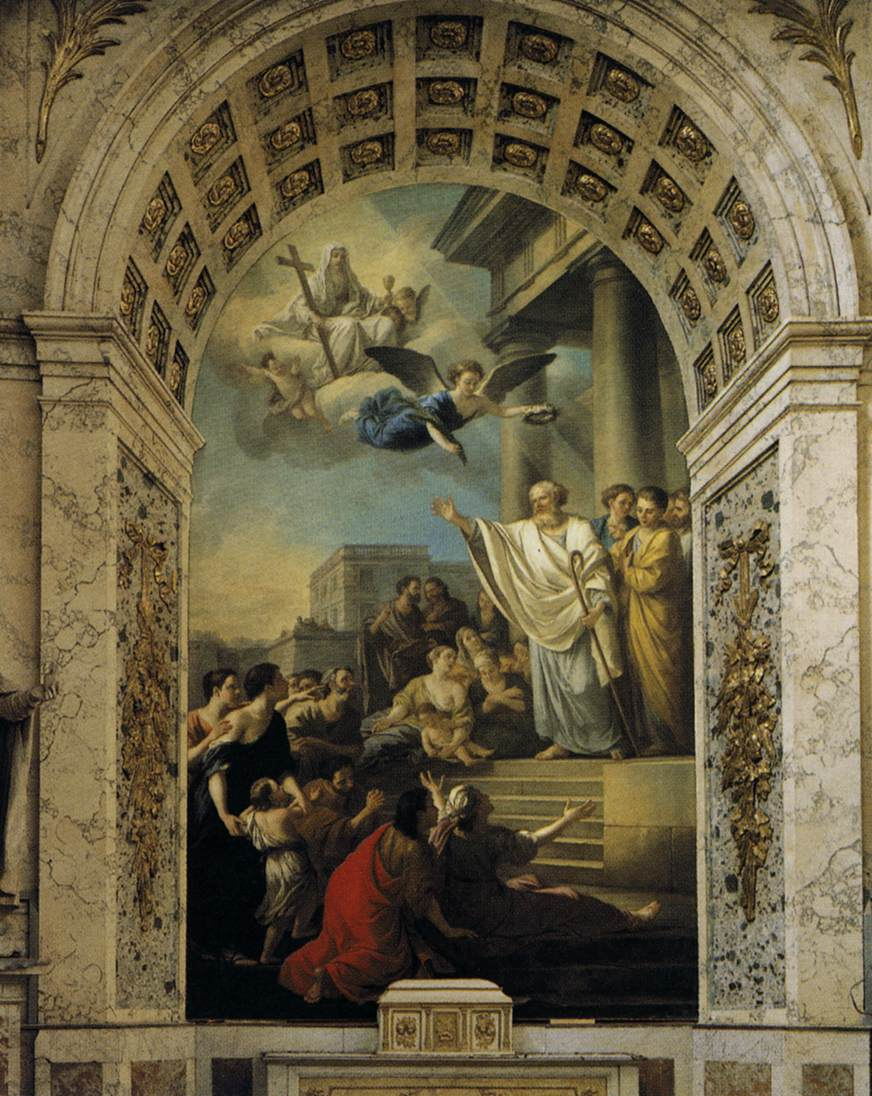
Ж.-М. Вьен. Святой Дени проповедует в Галлии. 1767. Холст, масло. Трансепт церкви

## Мемориальные надгробия
В церкви были захоронены многие выдающиеся люди Франции. Большая часть захоронений была разрушена в годы революции. В отдельных капеллах сохранились лишь некоторые надгробия или памятные доски. Среди великих имён:
Андре Ленотр, архитектор (1700), Сезар де Вандом, адмирал Франции (1665), Мишель Ангье, скульптор (1686), Гиацинт Риго, живописец (1743), Франсуа Ангье, скульптор (1669), Пьер Корнель, драматург (1684), Антуанетта Дезульер, писательница (1694), Антуан де Виль, королевский инженер (1640), графиня де Бройль-Ревель (1751), Клод Адриан Гельвеций, философ (1771), Алексис Пирон, драматург и поэт (1773), Шарль Пьер Панден де Роммефор, подполковник, герой американской войны за независимость (1783), Дени Дидро, писатель и философ-энциклопедист (1784), Поль Анри Гольбах, писатель и философ-просветитель (1789), Шарль-Мишель де л’Эпе, основоположник сурдопедагогики (1789), Жан-Оноре Фрагонар, живописец (1806) и многие другие.
В церкви находятся гробницы графа де Грасса, Анри де Лоррен-Аркура, Марии Терезы Жоффрен и Мари-Анн де Бурбон, дочери Людовика XIV. В 1791 году несколько гробниц были перенесены из монастыря якобинцев на улице Сен-Оноре, когда он был передан Якобинскому клубу; среди них были гробницы маршала Франсуа де Креки (1629—1687), разработанная Шарлем Лебреном и выполненная Антуаном Куазево, и живописца Пьера Миньяра (1612—1695).
Среди других известных захоронений можно упомянуть Сезара де Вандома (1664), Рене Дюге-Труэна (1736). Среди тех, кто женился в этой церкви, были маркиз де Сад, маркиз де Лафайет и Себастьен Ле Претр де Вобан.
После неудачного польского восстания в ноябре 1830 года церковь Святого Роха стала известна как «Польская церковь» из-за того, что многие изгнанники посещали там службу; среди них был и Фридерик Шопен (1810—1849), который якобы написал Veni Creator Spiritus, и играл этот католический гимн на церковном органе во время мессы.
18 ноября 1880 года в церкви Святого Роха заключили брак принц Ролан Бонапарт и Мари-Феликс Блан.
В 1825 году в церкви была исполнена месса, написанная Гектором Берлиозом.